# Джаррольд, Джулиан
Джулиан Эдвард Питер Джаррольд (англ. Julian Edward Peter Jarrold; род. 15 мая 1960 года, Норидж) — английский кино- и телевизионный режиссёр. Номинант на премию BAFTA.

## Биография
Джулиан родился в известной британской семье, которая основала компанию Jarrolds of Norwich, занимающуюся розничной торговлей, в 1823 году. Он получил образование в Школе Грешэма в Холте и Государственном университете в Хорсфорте, также известном как Лидс Тринити.
Дебютировал в режиссуре в 23 года, сняв один из эпизодов британского детского сериала «Драмарама» на канале ITV.
Его экранизация «Больших надежд» с Йоаном Гриффитом в главной роли в 1999 году удостоилась похвалы The Boston Globe.
В 2016 году Джаррольд был членом жюри Нориджского кинофестиваля, открывшегося гала-показом его фильма «Чумовые боты», а с 2017 года он стал его директором.